# Brand New Car
Brand New Car går som spår nio på Rolling Stones album Voodoo Lounge, släppt 12 juli 1994. Låten spelades in i juli - augusti och november - december 1993 och skrevs av Mick Jagger och Keith Richards. Låten är en av de första där inte Bill Wyman medverkar som basist.
Den dubbeltydiga texten handlar både om en bil och en kvinna. "Jack her up baby, go on, open the hood / I want to check if her oil smells good / Mmmm ... smells like caviar" ("Lyft upp henne raring, fortsätt, öppna motorhuven / Jag vill kolla om hennes olja doftar gott / Mmmm ... doftar som kaviar"), lyder några strofer. "I got a brand new car" ("Jag har skaffat en splitter ny bil"), lyder refrängen på den fyra minuter och 13 sekunder långa låten.

## Medverkande musiker
- Mick Jagger - elgitarr, sång och bakgrundssång
- Keith Richards - elgitarr, elbas och bakgrundssång
- Charlie Watts - trummor
- Chuck Leavell - piano
- Lenny Castro - slagverk
- Luis Jardim - slagverk
- David McMurray - saxofon
- Mark Ishan - trumpet
- Ivan Neville - bakgrundssång